# Studenčeskaja (metropolitana di Mosca)
Studenčeskaja (in russo Студенческая?) è una stazione di superficie della Linea Filëvskaja della Metropolitana di Mosca.
Ubicata ad est della stazione ferroviaria Kievskij e schiacciata tra i tracciati ferroviari e via Kievskaja, la stazione sorge in una zona più profonda del normale, facendo sì che le banchine siano completamente sotto al livello del suolo (analogamente alle vicine stazioni contemporanee di Fili e Kutuzovskaja).
Aperta nel 1959, gli architetti furono Robert Pogrebnoj e Jurij Zenkevič.
Nell'ottobre 2016 hanno avuto inizio le operazioni di profonda ristrutturazione della stazione, completate nel giugno 2017.

## Caratteristiche
La stazione ha un ingresso vetrato al livello del suolo, collegato a una passerella ubicata sopra i binari. L'uscita dall'atrio porta in direzione nord, verso la Kievskaja ulica. Sul lato sud, parallelamente ai binari della linea metropolitana, sono presenti i binari della stazione Kievskij.